# Notosabatieria leptosoma
Notosabatieria leptosoma är en rundmaskart som beskrevs av Allgen 1959. Notosabatieria leptosoma ingår i släktet Notosabatieria och familjen Comesomatidae. Inga underarter finns listade i Catalogue of Life.